# Uno-X Mobility (kobiecy)
Uno-X Mobility (Kod UCI: UXM) – norweska profesjonalna kobieca grupa kolarska powstała w 2022.

## Nazwa grupy w poszczególnych latach
| lata      | nazwa                  |
| --------- | ---------------------- |
| 2022–2023 | Uno-X Pro Cycling Team |
| od 2024   | Uno-X Mobility         |

## Obecny skład (2024)
| Skład drużyny 2024        | Skład drużyny 2024  | Skład drużyny 2024 | Skład drużyny 2024                               |
| Imię i nazwisko           | Data urodzenia      | Państwo            | Poprzednia grupa                                 |
| ------------------------- | ------------------- | ------------------ | ------------------------------------------------ |
| Katrine Aalerud           | 4 grudnia 1994      | Norwegia           | Movistar Team (2023)                             |
| Anniina Ahtosalo          | 27 sierpnia 2003    | Finlandia          | Team Rytger powered by Cykeltøj-Online.dk (2021) |
| Susanne Andersen          | 23 lipca 1998       | Norwegia           | Team DSM (2021)                                  |
| Solbjørk Anderson         | 15 sierpnia 2004    | Dania              | Grand Est-Komugi-La Fabrique (2023)              |
| Elinor Barker             | 7 września 1994     | Wielka Brytania    | Drops-Le Col (2021)                              |
| Teuntje Beekhuis          | 18 sierpnia 1995    | Holandia           | Team Jumbo-Visma (2023)                          |
| Marte Berg Edseth         | 6 października 1998 | Norwegia           | Ringerike Sykkelklubb (2022)                     |
| Simone Boilard            | 21 lipca 2000       | Kanada             | St Michel-Mavic-Auber 93 (2023)                  |
| Maria Giulia Confalonieri | 30 marca 1993       | Włochy             | Ceratizit-WNT Pro Cycling (2022)                 |
| Amalie Dideriksen         | 24 maja 1996        | Dania              | Trek-Segafredo (2022)                            |
| Rebecca Koerner           | 22 września 2000    | Dania              | ABC Dame Elite (2021)                            |
| Anouska Koster            | 20 sierpnia 1993    | Holandia           | Team Jumbo-Visma (2022)                          |
| Julie Leth                | 13 lipca 1992       | Dania              | Ceratizit-WNT Pro Cycling (2021)                 |
| Joscelin Lowden           | 3 października 1987 | Wielka Brytania    | Drops-Le Col (2021)                              |
| Wilma Olausson            | 9 kwietnia 2001     | Szwecja            | Team DSM (2021)                                  |
| Mie Bjørndal Ottestad     | 17 lipca 1997       | Norwegia           | Andy Schleck-CP NVST-Immo Losch (2021)           |
| Anne Dorthe Ysland        | 9 kwietnia 2002     | Norwegia           | Coop-Hitec Products (2021)                       |
|                           |                     |                    |                                                  |
| Źródło: ProCyclingStats   |                     |                    |                                                  |